# Klembank

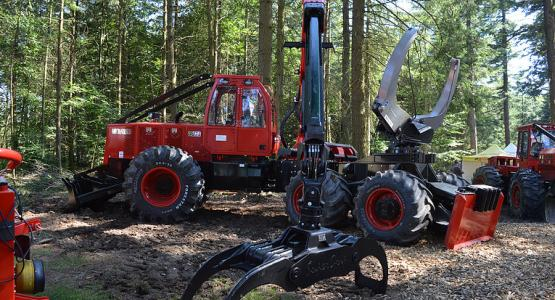
Klembank Camox G275

Klembank – wykorzystywany w leśnictwie ciągnik do zrywki półpodwieszonej dłużycy. Załadunek wykonuje się żurawiem. Drewno układane jest między kleszcze, które po zaciśnięciu unieruchamiają je na czas transportu.